# Sybra apicemaculata
Sybra apicemaculata là một loài bọ cánh cứng trong họ Cerambycidae.